# Vesene församling
Vesene församling var en församling i Skara stift och i Herrljunga kommun. Församlingen uppgick 2010 i Hovs församling.

## Administrativ historik
Församlingen har medeltida ursprung. 
Församlingen var till 2010 annexförsamling i pastoratet (Södra) Björke, Vesene, Grude, Jällby och Hudene. Församlingen uppgick 2010 i Hovs församling.

## Kyrkor
- Vesene kyrka